# アスボルス (小惑星)
アスボルス (8405 Asbolus) は、太陽系の小惑星のひとつ。木星と海王星の間を巡る楕円軌道にある。
1995年、アリゾナ大学のスペースウォッチ計画に参加していたジェイムズ・スコッティらによって発見され、ギリシア神話の黒い翼を持つケンタウロス、アスボロスにちなんで名づけられた。
1998年、ハッブル宇宙望遠鏡の分光観測により、形成されて1000万年以内の比較的新しいクレーターの存在が発見された。